# 이주영 (무용가)
이주영(1988년 9월 12일 ~ )은 대한민국의 무용가이다.

## 학력
- 계원예술고등학교 무용과 (졸업)
- 한양대학교 무용학과 (졸업)
- 파리국립고등음악무용원 무용과-안무 키네토그라피 라반석사 (수석 졸업)

## 안무, 공연
2015 '그림자 가면' 공감아트센터, 서울.
2014 '화' 성남아트센터, 성남.
2013 '파동’ 성남댄스페스티벌, 성남.
2013 오페라 '탄하우저' SH발레단 조 안무, 강원도
2013 연극 '파우스트’ 서울 청담 유씨어터, 서울
2012 '껍질 벗기기' 청담 유씨어터, 서울.

그 외 안무
2017 가수 그룹 BP 라니아(DR Music 엔터테이먼트)의 'Breathe Heavy' 안무
2014 가수 HA:TFELT(JYP 엔터테인먼트)의 Ain't nobody 안무.
201324시간 가수 선미(JYP 엔터테이먼트), 안무 이주영. 리아킴. Jonte' Moaning 합작).

## 무용수
2023 프랑스 영화 'Emilia Perez' Jacques Audiard 감독, 안무가 Damien Jalet 안무, 프랑스 파리
2023 프랑스 한국 문화 협회 K-FRANCE 페스티벌 초청공연 1.2.3 설날, 프랑스 릴
2022 프랑스 한국 문화 협회 K-FRANCE 페스티벌 초청공연 1.2.3 설날, 프랑스 릴
2021 즉흥 음악 콘서트 'La division'을 위한 음악과와의 즉흥 공연 Auditorium du Georges Gorse Centre, 프랑스 불로뉴-빌랑쿠르
2020 안시 2020 La grande balade 축제, Anothai 현대 무용단의 초대 무용수, 프랑스 안시
2019 'Lumière et Liberté' 대한민국 독립 100주년 기념 이이남 미디어 아티스트 전시 개막식 즉흥 공연. 프랑스 파리
2018 '존재와 이유' 대구 아트피아 춤 페스티벌, 대구
2017 'IVOIRE' 파리 12x12 페스티벌, 즉흥공연. 프랑스 파리
2017 Thread with Visual Artist Han Yohan, Nuit Blanche 2017, 프랑스 베르사유
2017 C(h)orée Graphie Vivavox/Shison with French TAAC, Youmein Festival, 모로코 Tanger
2016 ‘Jump style' 프랑스 무용단 (LA)HORDE 공연, 프랑스 파리
2016 'C(h)orée Graphie Vivavox/Shison' TAAC, Saint-Ouen의 Mains d'Oeuvre. 프랑스 쌍꾸앙
2015 크리틱스 초이스 댄스 페스티벌 및 한강 불 페스티벌에서 BLACK TOE 발레단, 서울
2015 'ALONE' 성남예술제 개막전, 성남
2015 '그림자 가면', 공감아트센터, 서울
2014 '화' 성남 창작 무용제, 성남 아트센터
2013 '파장' 성남댄스페스티벌, 성남 아트센터. 성남
2012 '벽은 속삭이고 있다.’ 춤의 날 페스티벌, 혜화극장. 서울

## 무용 지도, 교육 경력
2024    파리 국립 무용 센터(Centre national de la danse)  문화생산  및  보급부에서  무용수  및  안무가로서  CND  ‘Danses 
partagees'  워크숍  행사  초청  -  한국  고전  무용과  K-pop  지도,  프랑스  파리
2023-2024  한국인 최초, 파리  국립  무용  센터파리 국립 무용 센터(Centre national de la danse)  교육  예술  및  문화부  '360도'  무용  예술  창작  교육
프로젝트의  무용수,  안무가  및  지도자 초청 -  한국무용과  K-pop,  안무  지도,  프랑스  Cergy의  초등학교, 
중학교 학생들에게 한국의 무용 소개, 강의  출강,  프랑스  파리,  Cergy
그외 다수

## 참조
국제 키네토크라피 라반 위원회 회원
(International Council of Kinetography Laban= ICKL  https://ickl.org/ )
프랑스 씨네토그라피 라반 움직임 쓰기 국립센터 협회 회원
Centre national d'écriture du mouvement en cinétographie Laban 